# In Love (альбом Дины Вашингтон)
In Love — студийный альбом американской певицы Дины Вашингтон, выпущенный в 1962 году на лейбле Roulette Records. Аранжировки и дирижирование принадлежат Дону Косте.

## Отзывы критиков
| Оценки критиков                            | Оценки критиков |
| Источник                                   | Оценка          |
| ------------------------------------------ | --------------- |
| AllMusic                                   | [ 2 ]           |
| The Encyclopedia of Popular Music          | ·               |
| The Penguin Guide to Jazz                  | [ 5 ]           |
| The Rolling Stone Jazz & Blues Album Guide | [ 6 ]           |

Скотт Яноу из AllMusic написал: «Последние четыре года записи Дины Вашингтон (1959—63) были чисто коммерческими. Даже её манеры и фразировка стали ближе к поп-музыке среднего уровня, чем к её корням в джазе и блюзе. Для этого так себе диска Вашингтон интерпретирует стандарты и современные поп-мелодии в очень предсказуемой манере. Создается впечатление, что всё спланировано заранее, а аккомпанирующий оркестр совершенно анонимен. Пропустите этот и послушайте вместо более ранние джазовые партии Дины Вашингтон».

## Список композиций
1. «Fly Me to the Moon» (Барт Ховард) — 2:27
2. «You’re a Sweetheart» (Гарольд Адамсон, Джимми Макхью) — 2:25
3. «Our Love» (Бадди Бернье, Ларри Клинтон, Боб Эммерих) — 2:43
4. «Love Is the Sweetest Thing» (Рэй Нобл) — 2:43
5. «I’ll Close My Eyes» (Бадди Кей, Билли Рид) — 2:47
6. «I Didn’t Know About You» (Дюк Эллингтон, Боб Расселл) — 3:04
7. «If It’s the Last Thing I Do» (Сэмми Кан, Сол Чаплин) — 3:33
8. «Do Nothin' Till You Hear from Me» (Дюк Эллингтон, Боб Расселл) — 2:16
9. «My Devotion» (Рок Хиллман, Джонни Нэптон) — 2:37
10. «That’s My Desire» (Хелми Кресса, Кэрролл Лавдэй) — 2:50
11. «Was It Like That» (Ирвинг Эшби, Джеймс Мосби Вуди) — 2:37
12. «Me and the One That I Love» (Луиджи Креаторе, Хьюго Перетти, Джордж Дэвид Вайс) — 2:57

Бонус-треки переиздания
1. «What’s New?» (Джонни Берк, Боб Хаггарт) — 3:41
2. «I Used to Love You» (Альберт фон Тильцер) — 3:12
3. «Somebody Else Is Taking My Place» (Боб Эллсворт, Ричард Ховард, Расс Морган) — 2:22
4. «That Old Feeling» (Лью Браун, Сэмми Фейн) — 2:17
5. «He’s Gone Again» (Лайонел Хэмптон, Кертис Льюис) — 2:41
6. «These Foolish Things» (Гарри Линк, Холт Марвелл, Джек Стрейчи) — 3:28

## Участники записи
- Аранжировка, дирижёр — Дон Коста
- Вокал — Дина Вашингтон
- Продюсер — Генри Гловер